# Головка самонаведення

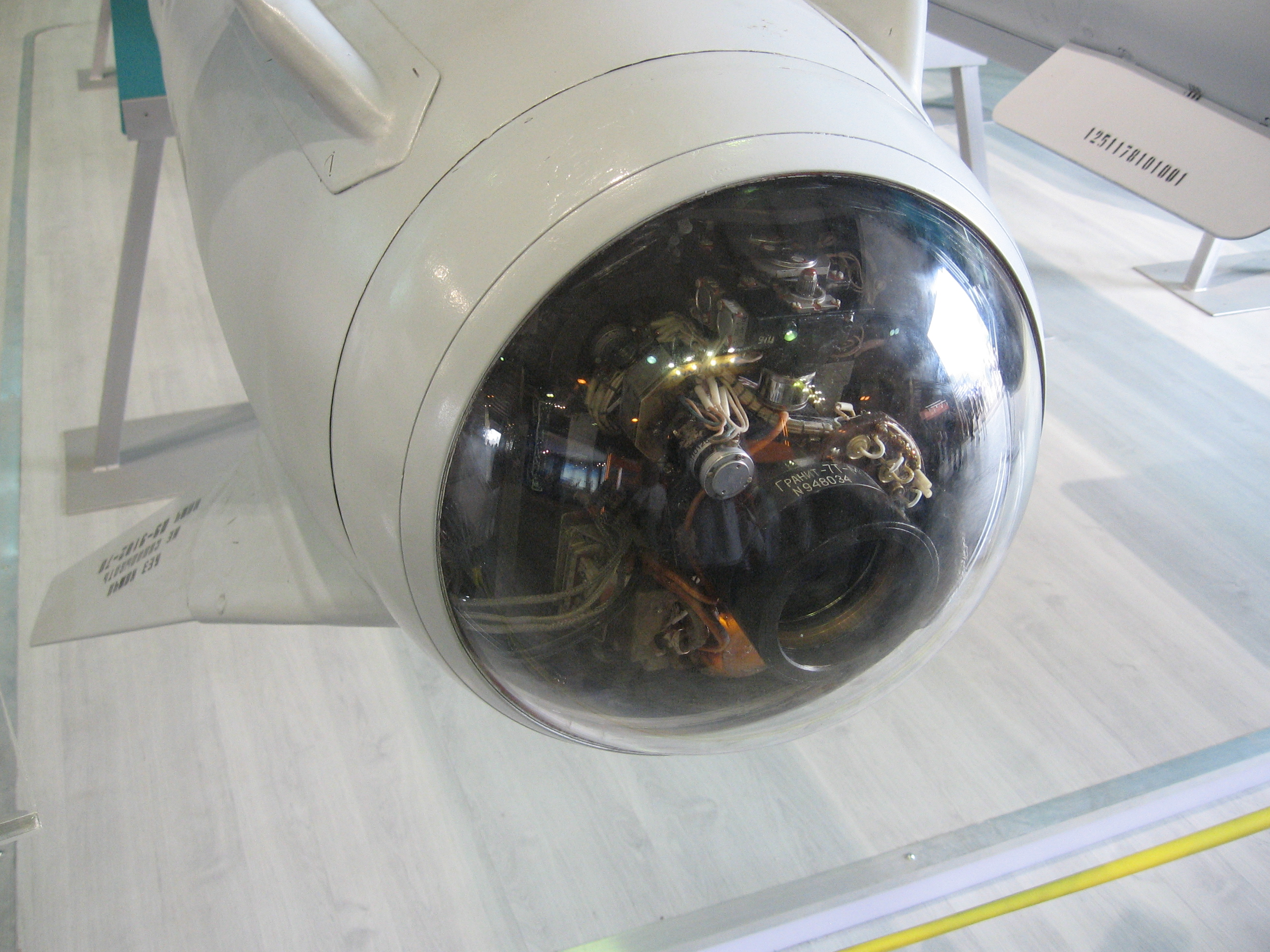
Телевізійна ГСН ракети Х-59 «Овід»

Головка самонаведення (ГСН), або координатор цілі (англ. Seeker) — складний автоматичний пристрій, який працює в замкненому колі системи самонаведення літального апарата (ракет, безпілотних літальних апаратів), який призначений для просторово-частотно-часового пошуку цілі в повітряному (космічному) просторі, або на земній (водній) поверхні, її виявлення з заданою ймовірністю і вимірювання кутових швидкостей, прискорень і кутових положень лінії візування між центрами мас літального апарата і цілі в бортовій (зв'язаній) системі координат літального апарата, та видачу результатів вимірювань в реальному часі на вхід бортової системи наведення літального апарата для забезпечення керування літальним апаратом з метою високоточного ураження цілі[джерело?].

## Принцип дії
За принципом дії головки самонаведення діляться на:
Радіолокаційні ГСН, РЛГСН (активні, напівактивні, пасивні).
Оптичні ГСН, у свою чергу поділяють на:
- теплові(зійні) — в цілому аналогічна телевізійній системі самонаведення, тільки працює не в панхроматичному, а в інфрачервоному діапазоні довжин хвиль. Іноді тепловізійні системи самонаведення ракет «повітря-поверхня» плутають з інфрачервоною системою наведення ракет «повітря-повітря», проте ці системи мають принципову відмінність. Спочатку тепловізійна система ракети «повітря-поверхня» формувала зображення цілі, на відміну від ІЧГСН ракети «повітря-повітря», що наводилася на теплову пляму. Сучасні інфрачервоні системи самонаведення обох типів ракет принципових відмінностей не мають — обидві формують зображення цілі за допомогою камери на базі матриці ПЗЗ. Однак тепловізійна система самонаведення може працювати при низькій освітленості і вночі.
- лазерні — системи, в яких головка самонаведення орієнтується на центр відображеної мітки лазерного випромінювання з носія або повітряного чи наземного авіанавідника. Отримуючи відображену лазерну енергію, головка самонаведення визначає кутові координати цілі, на підставі яких система керування засобу ураження відповідно до заданої програми польоту виробляє команди управління рухом. З моменту пуску до ураження лазер повинен утримуватися на цілі оператором наведення. При використанні авіанавідника можлива стрільба по цілі, що не спостерігається з носія, в цьому випадку захоплення цілі можливе на траєкторії польоту засобу ураження.

Перевагою напівактивної лазерної системи наведення є висока точність попадання засобу ураження в ціль, що дозволяє уражати поодинокі маневрені малорозмірні об'єкти. До недоліків відноситься залежність від погодних умов, а також складу і забрудненості атмосфери. Особливість системи потребує постійного підсвічування цілі лазером, тому літак-носій обмежений у маневрі після пуску ракети або потребує використання наземного авіанавідника або іншого літака, який буде здійснювати цілевказування.
- телевізійні — системи, в яких головка самонаведення орієнтується на світлоконтрастний темний або світлий щодо навколишнього тла край цілі. Причому лінія контрасту може формуватися не тільки контрастним кольором на загальному тлі, а й падаючими сонячними променями і тінями. Після прицілювання зображення цілі фіксується в пам'яті засобу ураження і в міру наближення до цілі автоматично оновлюється. Основним елементом телевізійної ГСН є чорно-біла оптико-електронна телекамера. На радянських ракетах використовувалася аналогова телекамера з телевізійним стандартом 625 рядків на 550 ліній, в сучасних телевізійних ГСН використовується ПЗЗ-матриця. Телевізійне самонаведення є пасивним, що дозволяє проводити атаку приховану від противника.

Перевагою телевізійної системи наведення є висока точність попадання засобу ураження в ціль, що дозволяє уражати поодинокі маневрені малорозмірні об'єкти. До того ж телевізійна система після пуску є автономною, тому ніяк не обмежує носія в маневрі, що реалізує принцип «вистрілив-забув». До недоліків відноситься сильна залежність від погодних умов, а також складу і забрудненості атмосфери. Телевізійна система самонаведення ефективно працює тільки при яскравому контрастному світлі.
Акустичні ГСН

## Застосування
Головки самонаведення використовують в таких типах боєприпасів:
- Ракети;
- Снаряди;
- Торпеди;
- Бомби.